# Netzwerk
Netzwerk  è un progetto musicale Eurodance, formatosi in Italia nel 1992, sotto etichetta DWA, di Roberto Zanetti. Ha pubblicato cinque singoli, tre dei quali sono entrati nella top ten in Italia. I primi due singoli, Send Me An Angel (cover dell'omonimo singolo degli australiani Real Life) e Breakdown (cover dell'omonimo singolo di Ray Cooper), hanno visto la partecipazione della cantante Sandra Chambers; mentre i singoli, Passion e Memories, ancor oggi considerati tra i singoli più rappresentativi della dance 90, sono stati cantati da Simone Jay, che dopo varie esperienze come vocalist, intraprenderà la propria carriera solista.
Dopo l'enorme successo dei precedenti singoli,  2 anni di pausa e cambio di etichetta, la Volumex, nel 1997 arrivò il singolo Dream, su atmosfere progressive trance/house con una nuova vocalist, Sharon May Linn

## Formazione
- Fulvio Perniola
- Gianni Bini
- Marco Galeotti
- Maurizio Tognarelli
- (cantante in Passion, Memories,Just Another Dream e Last Summer) Simone Jay

## Discografia

### Singoli
- 1992 - "Send Me an Angel"
- 1993 - "Breakdown"
- 1994 - "Passion"
- 1995 - "Memories"
- 1997 - "Dream"
- 2019 - "Just Another Dream"
- 2021 - "Last Summer"